# Altenburschla
Altenburschla im nordhessischen Werra-Meißner-Kreis, seit der Gebietsreform 1972 ein Stadtteil der Stadt Wanfried, ist ein staatlich anerkannter Erholungsort.

## Geographie
Altenburschla liegt an der B 250 zwischen Wanfried und Treffurt. Die Gemarkung von Wanfried-Altenburschla grenzt an den Freistaat Thüringen. Der thüringische Nachbarkreis ist der Wartburgkreis.

## Geschichte

### Ortsgeschichte
Die älteste bekannte schriftliche Erwähnung von Altenburschla erfolgte unter dem Namen Brustlohum um das Jahr 860.
In den Kriegen der Neuzeit wurde der Ort infolge seiner Grenzlage wiederholt von durchziehenden Truppen besetzt und geplündert.
Bedingt durch die innerdeutsche Grenzziehung nach dem Zweiten Weltkrieg lag der Ort bis 1990 innerhalb des Zonenrandgebietes.
Hessische Gebietsreform (1970–1977)
Zum 1. April 1972 wurde im Zuge der Gebietsreform in Hessen die bis dahin selbständige Gemeinde Altenburschla auf freiwilliger Basis als Stadtteil nach Wanfried eingegliedert. Für Altenburschla wurde ein Ortsbezirk mit Ortsbeirat und Ortsvorsteher nach der Hessischen Gemeindeordnung gebildet.

### Verwaltungsgeschichte im Überblick
Die folgende Liste zeigt die Staaten und Verwaltungseinheiten, denen Altenburschla angehört(e):
- nach 1365: Heiliges Römisches Reich, Landgrafschaft Hessen, Amt Wanfried
- ab 1567: Heiliges Römisches Reich, Landgrafschaft Hessen-Kassel, Amt Wanfried
- 1627–1834: Landgrafschaft Hessen-Rotenburg (sogenannte Rotenburger Quart), teilsouveränes Fürstentum unter reichsrechtlicher Oberhoheit der Landgrafschaft Hessen-Kassel bzw. des Kurfürstentums Hessen
- ab 1806: Landgrafschaft Hessen-Kassel, Rotenburger Quart, Amt Wanfried
- ab 1807: Königreich Westphalen, Departement des Harzes, Distrikt Heiligenstadt, Kanton Wanfried
- ab 1815: Kurfürstentum Hessen, Amt Wanfried[6]
- ab 1821: Kurfürstentum Hessen, Provinz Niederhessen, Kreis Eschwege[7][Anm. 2]
- ab 1848: Kurfürstentum Hessen, Bezirk Eschwege
- ab 1851: Kurfürstentum Hessen, Provinz Niederhessen, Kreis Eschwege
- ab 1867: Königreich Preußen, Provinz Hessen-Nassau, Regierungsbezirk Kassel, Kreis Eschwege
- ab 1871: Deutsches Reich, Königreich Preußen, Provinz Hessen-Nassau, Regierungsbezirk Kassel, Kreis Eschwege
- ab 1918: Deutsches Reich, Freistaat Preußen, Provinz Hessen-Nassau, Regierungsbezirk Kassel, Kreis Eschwege
- ab 1944: Deutsches Reich, Freistaat Preußen, Provinz Kurhessen, Landkreis Eschwege
- ab 1945: Deutsches Reich, Amerikanische Besatzungszone, Groß-Hessen, Regierungsbezirk Kassel, Landkreis Eschwege
- ab 1946: Deutsches Reich, Amerikanische Besatzungszone, Hessen, Regierungsbezirk Kassel, Landkreis Eschwege
- ab 1949: Bundesrepublik Deutschland, Hessen, Regierungsbezirk Kassel, Landkreis Eschwege
- ab 1972: Bundesrepublik Deutschland, Hessen, Regierungsbezirk Kassel, Landkreis Eschwege, Stadt Wanfried
- ab 1974: Bundesrepublik Deutschland, Land Hessen, Regierungsbezirk Kassel, Werra-Meißner-Kreis, Stadt Wanfried

## Bevölkerung

### Einwohnerstruktur 2011
Nach den Erhebungen des Zensus 2011 lebten am Stichtag dem 9. Mai 2011 in Altenburschla 384 Einwohner. Darunter waren 6 (1,6 %) Ausländer.
Nach dem Lebensalter waren 84 Einwohner unter 18 Jahren, 135 waren zwischen 18 und 49, 105 zwischen 50 und 64 und 93 Einwohner waren älter. Die Einwohner lebten in 168 Haushalten. Davon waren 45 Singlehaushalte, 51 Paare ohne Kinder und 87 Paare mit Kindern, sowie 12 Alleinerziehende und 3 Wohngemeinschaften. In 42 Haushalten lebten ausschließlich Senioren und in 99 Haushaltungen leben keine Senioren.

### Einwohnerentwicklung
Quelle: Historisches Ortslexikon
- 1574: 54 Haushaltungen
- 1747: 75 Haushaltungen

| Altenburschla: Einwohnerzahlen von 1834 bis 2011 | Altenburschla: Einwohnerzahlen von 1834 bis 2011 | Altenburschla: Einwohnerzahlen von 1834 bis 2011 | Altenburschla: Einwohnerzahlen von 1834 bis 2011 | Altenburschla: Einwohnerzahlen von 1834 bis 2011 |
| --- | ------------------------------------------------ | ------------------------------------------------ | ------------------------------------------------ | ------------------------------------------------ |
| Jahr |                                                  |                                                  |                                                  | Einwohner                                        |
| 1834 | 1834                                             |                                                  | 429                                              | 429                                              |
| 1840 | 1840                                             |                                                  | 408                                              | 408                                              |
| 1846 | 1846                                             |                                                  | 437                                              | 437                                              |
| 1852 | 1852                                             |                                                  | 440                                              | 440                                              |
| 1858 | 1858                                             |                                                  | 449                                              | 449                                              |
| 1864 | 1864                                             |                                                  | 455                                              | 455                                              |
| 1871 | 1871                                             |                                                  | 402                                              | 402                                              |
| 1875 | 1875                                             |                                                  | 405                                              | 405                                              |
| 1885 | 1885                                             |                                                  | 373                                              | 373                                              |
| 1895 | 1895                                             |                                                  | 365                                              | 365                                              |
| 1905 | 1905                                             |                                                  | 364                                              | 364                                              |
| 1910 | 1910                                             |                                                  | 346                                              | 346                                              |
| 1925 | 1925                                             |                                                  | 351                                              | 351                                              |
| 1939 | 1939                                             |                                                  | 337                                              | 337                                              |
| 1946 | 1946                                             |                                                  | 577                                              | 577                                              |
| 1950 | 1950                                             |                                                  | 631                                              | 631                                              |
| 1956 | 1956                                             |                                                  | 519                                              | 519                                              |
| 1961 | 1961                                             |                                                  | 504                                              | 504                                              |
| 1967 | 1967                                             |                                                  | 515                                              | 515                                              |
| 1970 | 1970                                             |                                                  | 503                                              | 503                                              |
| 1980 | 1980                                             |                                                  | ?                                                | ?                                                |
| 1987 | 1987                                             |                                                  | 452                                              | 452                                              |
| 2000 | 2000                                             |                                                  | ?                                                | ?                                                |
| 2011 | 2011                                             |                                                  | 384                                              | 384                                              |
| Datenquelle: Historisches Gemeindeverzeichnis für Hessen: Die Bevölkerung der Gemeinden 1834 bis 1967. Wiesbaden: Hessisches Statistisches Landesamt, 1968. Weitere Quellen: LAGIS; Zensus 2011 |                                                  |                                                  |                                                  |                                                  |

### Historische Religionszugehörigkeit
| • 1885: | 372 evangelische (= 99,73 %), ein katholischer (= 0,27 %) Einwohner |
| • 1961: | 450 evangelische (= 89,29 %), 42 katholische (= 8,39 %) Einwohner   |

## Politik
Der Ortsvorsteher von Altenburschla ist Ulrich Flender.

## Kultur und Sehenswürdigkeiten

### Ortsbild
Der Ortskern Altenburschla besteht aus gut erhaltenen historischen Fachwerkhäusern. Der Dorfanger ist umgeben von Kirche, Pfarrhaus, Gemeindeschänke, Dorfgemeinschaftshaus mit Kindergarten und Gästehaus.
Der Ort wurde in den Jahren 1959 bis 1973 ausgezeichnet mit der Gold- und Silbermedaille als Landes- und Bundessieger im Wettbewerb „Unser Dorf soll schöner werden“.
Hier startet, nahe dem historischen Anger, der Premiumwanderweg 12 Mainzer Köpfe, er führt durch das Lehntal hinauf zu Kimm’s Ruh und wieder hinab in den Ort.

### Kirche

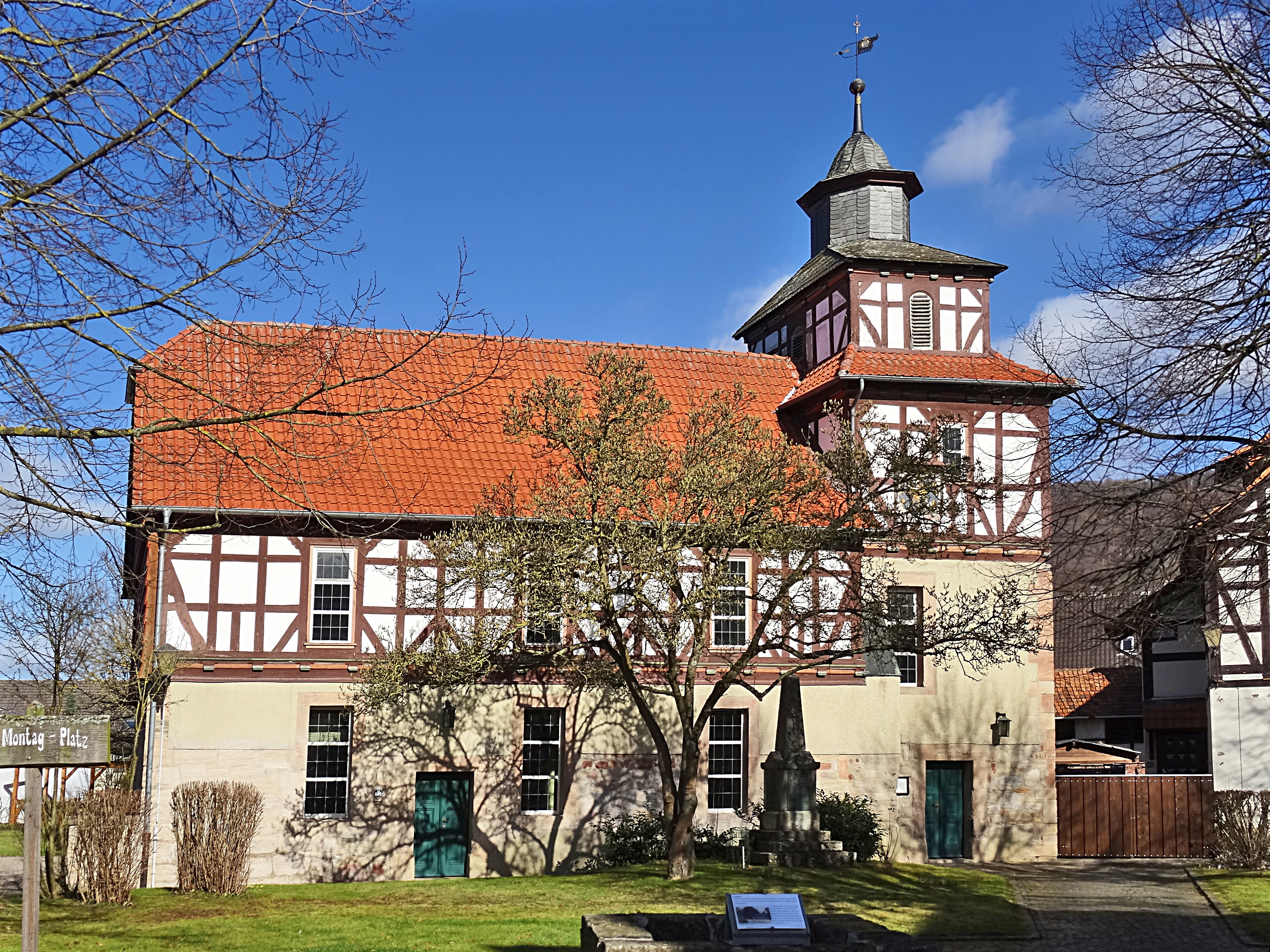
Evangelische Kirche in Altenburschla

Die evangelische Pfarrkirche geht in Teilen ihrer Bausubstanz auf die Zeit vor der Einführung der Reformation in der Landgrafschaft Hessen im Jahre 1526 und vielleicht bereits auf das Jahr 1362 zurück. Die Jahreszahl 1564 an einem Eckstein im Chorturm benennt das Jahr, in dem der Turm an das bereits bestehende Kirchenschiff angebaut wurde. Die Kirche wurde 1637 im Dreißigjährigen Krieg schwer beschädigt, und erst in den Jahren 1752 bis 1774 konnte sie renoviert werden. Dabei wurde der Oberbau in Fachwerk ausgeführt und auch der Turm erhielt die beiden Fachwerkgeschosse. Das dritte, verschieferte Geschoss des Turms mit der Laternenhaube stammt aus dem Jahr 1825. Die Orgel stammt vermutlich von Johann Wilhelm Schmerbach dem Älteren.

### Anger

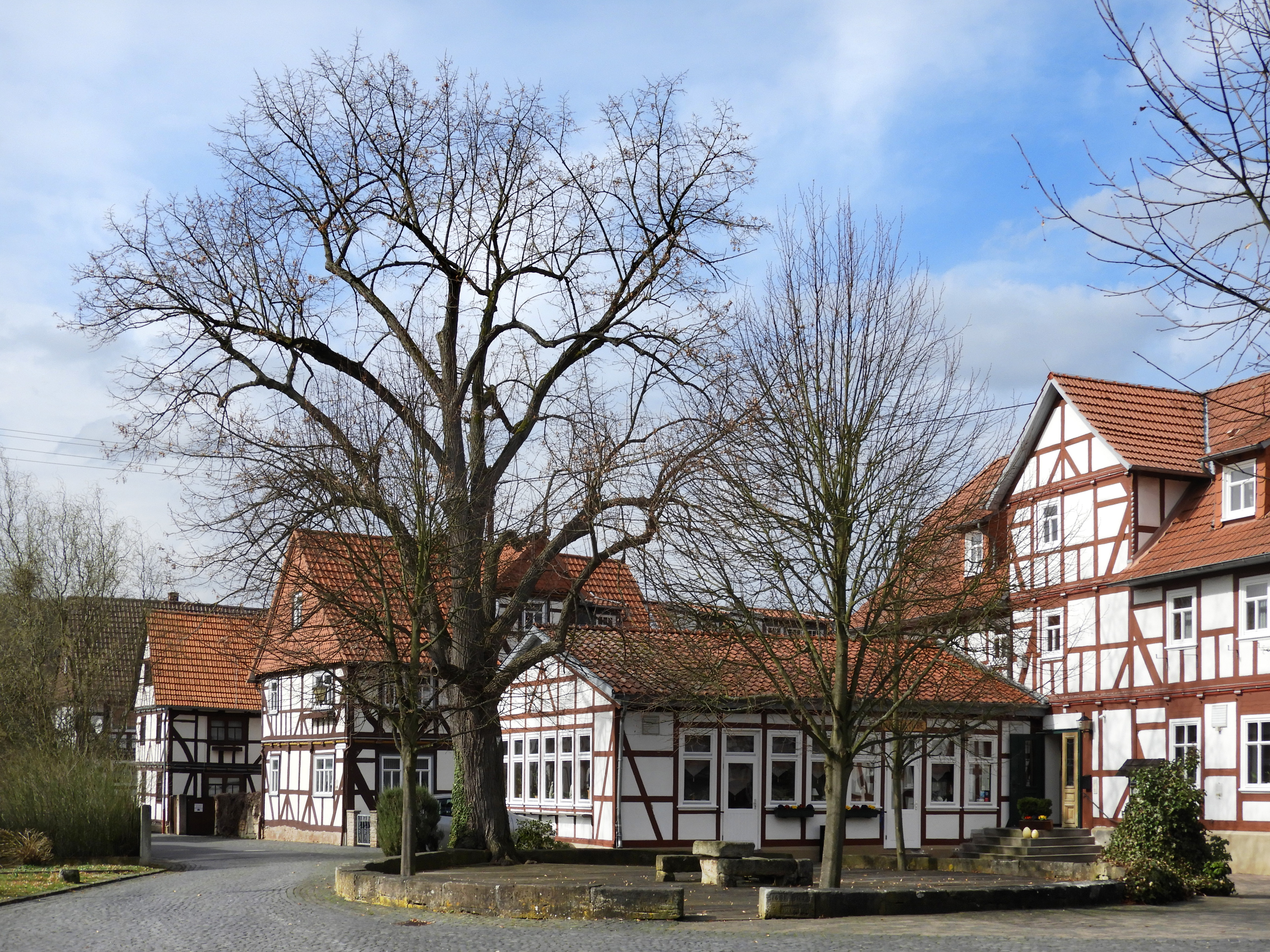
Der Anger in der Ortsmitte

Der Anger in der Ortsmitte nahe dem Kirchhof gilt als ein besonders schöner Lindenplatz. In der runden Ummauerung steht ein Baum der, ohne urkundliche Bestätigung, 1825 bei der Umgestaltung der Anlage gepflanzt worden sein soll. Die drei anderen Linden sind Nachpflanzungen aus späterer Zeit. Als ehemaliger Gerichts- und Versammlungsort ist der Anger aus geschichtlichen Gründen ein geschütztes Kulturdenkmal. Von der früheren Gerichtsstätte sind noch Teile der ursprünglichen Ummauerung und ein alter Steintisch mit drei Bänken vorhanden.

## Partnerschaften
Altenburschla ist verschwistert mit Villeneuve-les-Sablons im Département Oise in Frankreich.